# Kahrīzeh-ye Ayyūbī
Kahrīzeh-ye Ayyūbī (persiska: کهریزه ایوبی) är en ort i Iran.   Den ligger i provinsen Kurdistan, i den nordvästra delen av landet, 500 km väster om huvudstaden Teheran. Kahrīzeh-ye Ayyūbī ligger 1 389 meter över havet och antalet invånare är 403.
Terrängen runt Kahrīzeh-ye Ayyūbī är huvudsakligen kuperad, men åt nordost är den platt. Runt Kahrīzeh-ye Ayyūbī är det ganska glesbefolkat, med 50 invånare per kvadratkilometer. Närmaste större samhälle är Būkān, 14,4 km nordost om Kahrīzeh-ye Ayyūbī. Trakten runt Kahrīzeh-ye Ayyūbī består i huvudsak av gräsmarker.